# Соловьёв, Всеволод Сергеевич
Всеволод Сергеевич Соловьёв (1849—1903) — русский писатель, мастер исторической прозы, заметная фигура среди московских литераторов времён контрреформ и начала Серебряного века; старший сын историка Сергея Соловьёва.

## Биография
Старший сын историка С. М. Соловьёва родился в Москве 1 (13) января 1849 года. После нескольких лет домашнего обучения был определён в «пансион, состоящий при реформатской церкви в Москве» — немецкий пансион Р. И. Циммермана.
С 1866 года учился на юридическом факультете Московского университета, который окончил в 1870 году со степенью кандидата прав, и в том же году поступил на службу во Второе отделение собственной Его Императорского Величества канцелярии. Состоял председателем постоянной комиссии по устройству народных чтений.
На литературное поприще Соловьёв вступил в конце 1860-х годов стихотворениями (большей частью без подписи) в журналах «Русский вестник», «Заря» и «Вестник Европы». Затем помещал критические очерки в «Санкт-Петербургских ведомостях» и «Русском мире».
В 1876 году в «Ниве» была напечатана первая его историческая повесть «Княжна Острожская». За ней последовал целый ряд романов, каждый из которых неоднократно переиздавался. В 1887 году было издано семитомное собрание сочинений Соловьёва. Наибольший успех имела «Хроника четырёх поколений» — семейная сага из пяти романов о судьбах дворян Горбатовых с 1780-х гг. до пореформенного времени.
Разочаровавшись в официальном православии, Соловьёв пережил духовный кризис и увлёкся восточными мистическими учениями, а также теософией. В Париже его бывшая возлюбленная «Юстинья» Глинка познакомила его с Е. П. Блаватской.
К 1886 году Соловьёв порвал связи с теософами и вернулся в Россию. Вместе с П. П. Гнедичем основал иллюстрированный журнал «Север» (1888). Журнал в первый год имел большой успех, но через два года перешёл в другие руки.
В 1889—1890 гг. Соловьёв собирает в парижских библиотеках материалы о мистиках столетней давности, на основе которых пишет романы «Волхвы» и «Великий розенкрейцер». Исторические повествования Соловьёва, которые прежде создавали успех «Ниве» и «Северу», перестают выходить с прежней частотой.
В 1892 году Соловьёв выпустил книгу «Современная жрица Изиды», где подвергалась резкой критике Е. П. Блаватская и её теософские идеи, а также вступил в публичную полемику с В. П. Желиховской. В это время он находился под сильным влиянием Иоанна Кронштадтского и практически каждый день виделся с ним.

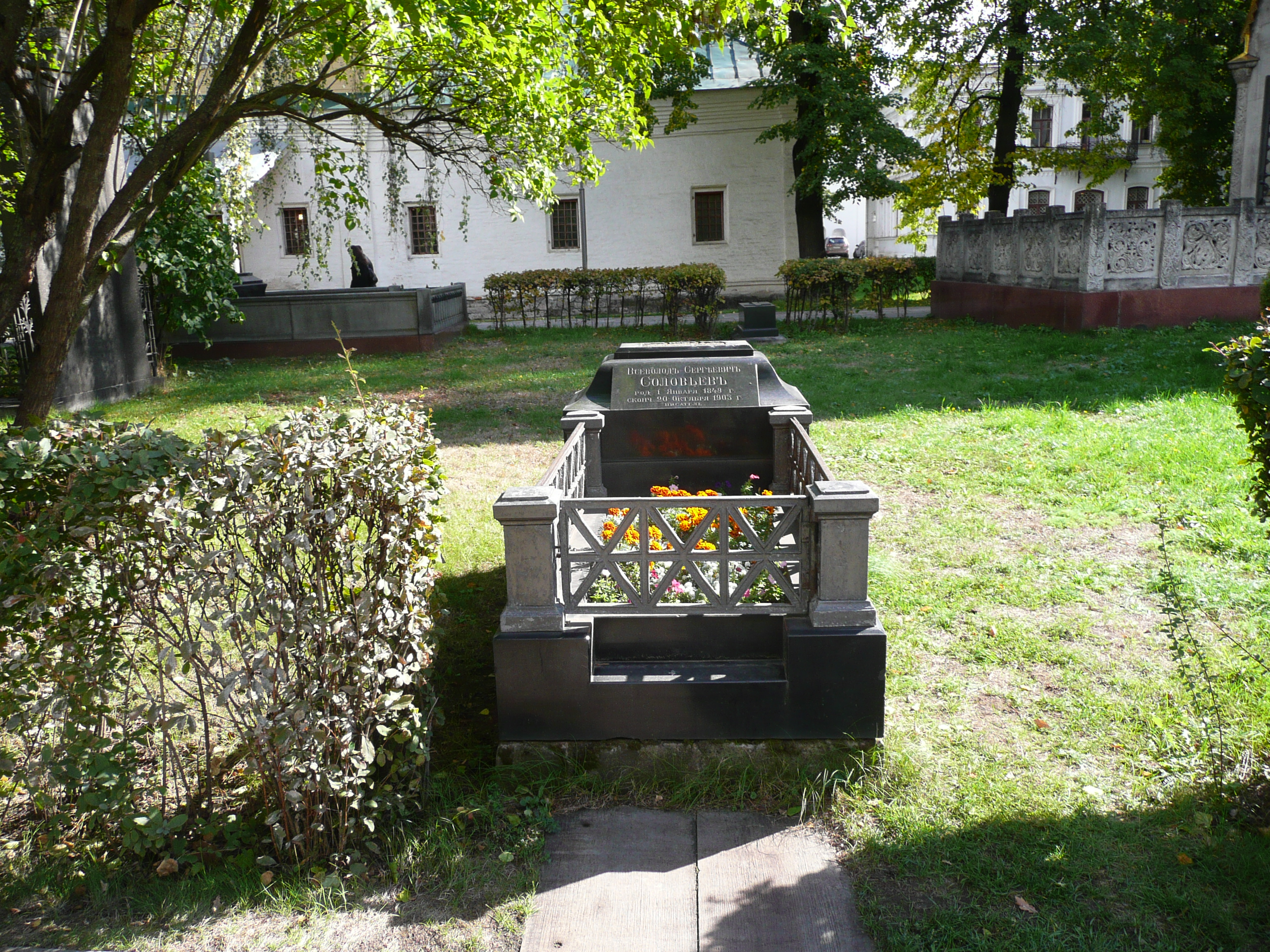
Могила Вс. С. Соловьёва в Новодевичьем монастыре

Умер 20 октября (2 ноября) 1903 года в Москве. Похоронен в некрополе Новодевичьего монастыря.
Полное собрание сочинений В. С. Соловьёва было опубликовано в 1917 году. После этого, в советское время, его имя было предано забвению, а романы не переиздавались.

## Основные сочинения
- «Княжна Острожская» («Нива», 1876; о князе Константине Острожском)
- «Юный император» («Нива», 1877; о Петре II)
- «Капитан гренадерской роты» («Историческая библиотека», 1878; об эпохе дворцовых переворотов)
- «Царь-девица» («Нива», 1878; о жизни царевны Софьи)
- «Касимовская невеста» («Нива», 1879; о несостоявшейся женитьбе Алексея Михайловича на Ефимии Всеволодской)
- «Наваждение» («Русский вестник», 1879)
- «Хроника четырёх поколений»:
  - «Сергей Горбатов» («Нива», 1881)
  - «Вольтерьянец» («Нива», 1882)
  - «Старый дом» («Нива», 1883)
  - «Изгнанник» (1885)
  - «Последние Горбатовы» (1886)
- «Волхвы» («Север», 1889)
- «Царское посольство» (1890);
- «Великий розенкрейцер» («Север», 1890; о графе Калиостро)
- «Новые рассказы» (1892)
- «Жених царевны» (1893)
- «Злые вихри» (1894)
- «Цветы бездны» («Русский вестник», 1895)